# Kat Dennings
Pour les articles homonymes, voir Dennings.
Kat Dennings, de son vrai nom Katherine Victoria Litwack est une actrice américaine, née le 13 juin 1986 à Philadelphie, en Pennsylvanie (États-Unis). Elle est connue pour ses rôles de Max Black dans la série télévisée 2 Broke Girls, de Darcy Lewis dans l'univers cinématographique Marvel et de Jules dans la série Dollface.

## Biographie

### Enfance
Kat Dennings est la benjamine d’une fratrie de cinq enfants. Elle grandit au sein d’une famille juive américaine dont le père est pharmacologue et la mère est orthophoniste. Elle suit une scolarité à domicile et n’a presque jamais fréquenté d’établissement scolaire, mise à part la Friend’s Central School le temps d’une demi-journée. Elle emménage avec sa famille à Los Angeles à l'âge de seize ans.

### Vie privée
Kat Dennings est une  blogueuse depuis 2001. En décembre 2008, elle déclare au magazine BlackBook « Je ne bois pas et je ne fume pas et je n'aime pas être entourée de gens qui le font. »
Elle a également été en couple avec l’acteur et réalisateur Matthew Gray Gubler avec qui elle est toujours proche. Ils ont été dans plusieurs films et séries ensemble après leur rupture et Gubler déclare lors d’une interview que Dennings est une des personnes les plus drôles qu’il a rencontré. 
Kat Dennings a été en couple avec l'acteur Nick Zano de décembre 2011 à juin 2014,, puis avec l'auteur-compositeur-interprète Josh Groban d'octobre 2014 à juillet 2016,,,.

## Carrière
À Los Angeles, elle enchaîne les auditions et commence par apparaître dans des spots publicitaires. Elle décroche un petit rôle dans un épisode de la série Sex and the City (recrutée par Michael Patrick King qu'elle retrouvera plus tard avec 2 Broke Girls) et participe à d’autres productions télévisuelles telles que Un père peut en cacher un autre (en), La Patrouille fantôme et The Snobs. Elle participe ensuite aux séries FBI : Portés disparus, Less Than Perfect et Les Experts.
Elle fait ses débuts au cinéma en 2004 dans la comédie Raise Your Voice de Sean McNamara, où elle joue Sloane aux côtés de Hilary Duff, suivi du drame Down in the Valley .
En 2005, elle incarne la fille de Catherine Keener dans 40 ans, toujours puceau,, puis participe à deux productions cinématographiques : London et Big Mamma 2. Elle poursuit sa carrière en jouant dans d’autres séries telles que Urgences et Les Experts : Manhattan.
Après avoir joué dans Charlie Bartlett et Super blonde, elle obtient véritablement son premier rôle principal dans la comédie romantique Une nuit à New York dans laquelle elle incarne Norah, adolescente qui tombe amoureuse d’un jeune rocker amateur new-yorkais du nom de Nick (Michael Cera). Cette prestation lui vaut d'obtenir une nomination au MTV Movie Awards dans la catégorie Meilleure performance féminine, suivi de deux nominations au Satellite Awards et au Teen Choice Awards, dans la catégorie Meilleure actrice dans un film musical ou de comédie.

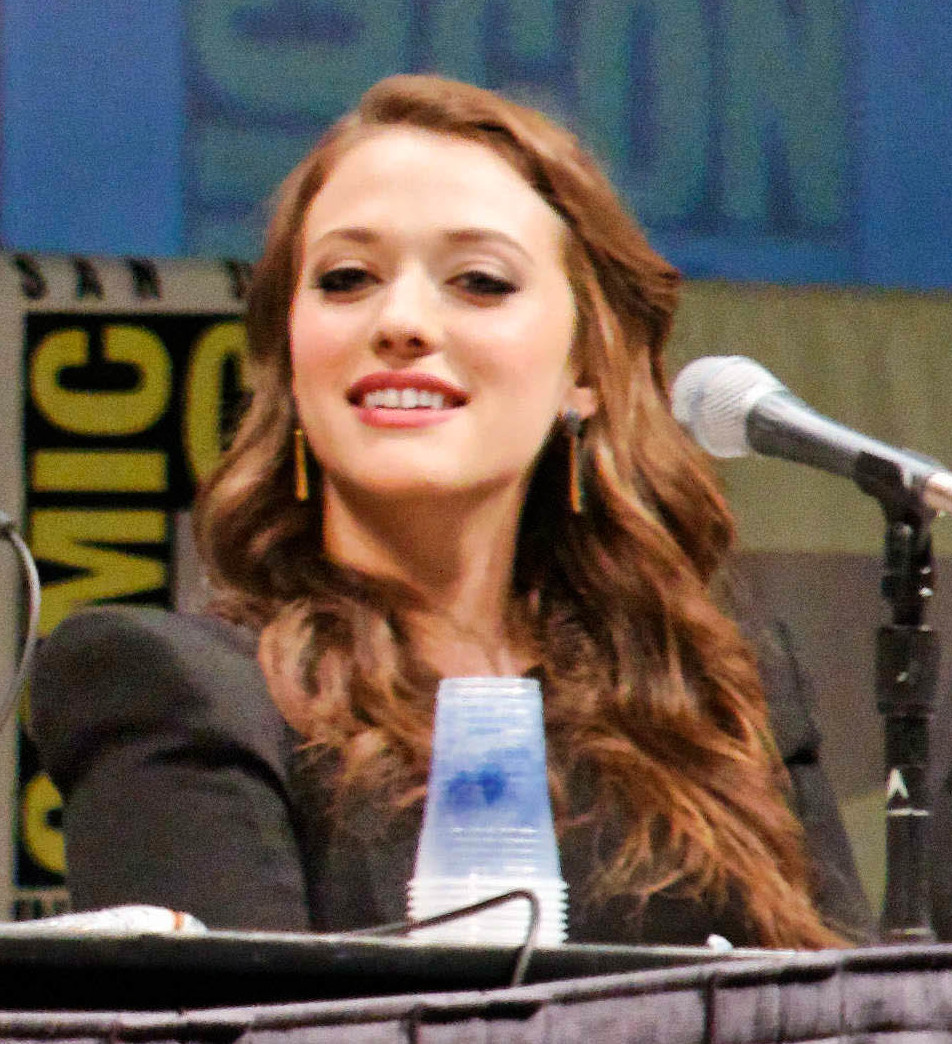
L'actrice au Comic Con de San Diego en 2010 pour la promotion de Thor

En 2009, elle participe à trois films : The Answer Man, Shorts et Defendor, où elle incarne une jeune prostituée droguée qui sympathise avec un retardé mental qui se prend pour un super-héros. Puis elle intègre l'Univers cinématographique Marvel en jouant dans le blockbuster Thor qui sort en 2011 où elle apparait en tant que Darcy Lewis, astrophysicienne collègue de Jane Foster. En septembre, elle devient l'une des héroïnes de la série télévisée 2 Broke Girls, une sitcom qui connait un grand succès dès sa première diffusion. La série se termine en 2017. 
En 2013, elle apparait dans le clip Get the girl back du groupe HANSON aux côtés de Nikki Reed et Drew Seeley. La même année, Kat Dennings reprend le rôle de Darcy Lewis dans Thor : Le Monde des ténèbres. 
En novembre 2018, Hulu annonce la production de 10 épisodes de Dollface où elle obtient le rôle principal de Jules,, une jeune femme brisée par sa rupture et renouant des liens avec la gent féminine célibataire.
En août 2019, elle rejoint le casting de la nouvelle série Marvel/Disney WandaVision, reprenant le rôle de l'astrophysicienne Darcy Lewis,. La série est diffusée à partir de janvier 2021.

## Filmographie

### Cinéma
- 2004 : Trouve ta voix (Raise Your Voice) de Sean McNamara : Sloane
- 2005 : Down in the Valley de David Jacobson : April
- 2005 : 40 ans, toujours puceau (The 40 Year Old Virgin) de Judd Apatow : Marla
- 2005 : London de Hunter Richards : Lilly
- 2006 : Big Mamma 2 (Big Momma's House 2) de John Whitesell : Molly
- 2008 : Charlie Bartlett de Jon Poll : Susan Gardner
- 2008 : Super blonde (The House Bunny) de Fred Wolf : Mona
- 2008 : Une nuit à New York (Nick and Norah's Infinite Playlist) de Peter Sollett : Norah
- 2009 : Shorts de Robert Rodriguez : Stacey Thompson
- 2009 : Arlen Faber de John Hindman : Dahlia
- 2009 : End Zone de George Ratliff : Myna
- 2010 : Defendor de Peter Stebbings : Kat Debrofkowitz
- 2010 : Daydream Nation de Michael Goldblach : Caroline Wexler
- 2011 : Thor de Kenneth Branagh : Darcy Lewis
- 2012 : To Write Love On Her Arm de Jamie Tworkoski : Renee Yohe
- 2013 : Thor : Le Monde des ténèbres (Thor : The Dark World) d'Alan Taylor : Darcy Lewis
- 2014 : Suburban Gothic de Richard Bates Jr. : Becca
- 2019 : Friendsgiving de Nicol Paone : Abby
- 2020 : Les Croods 2 : Une nouvelle ère (The Croods : A New Age) de Joel Crawford
- 2022 : Thor : Love and Thunder de Taika Waititi : Darcy Lewis

### Télévision

#### Séries télévisées
- 2000 : Sex and the City : Jenny Brier
- 2001 : Un père peut en cacher un autre (Raising Dad) : Sarah Stewart
- 2003 : FBI : Portés disparus (Without a Trace) : Jennifer Norton
- 2003 : Less Than Perfect : Kaitlin
- 2004 : Les Experts (CSI : Crime Scene Investigation) : Missy Wilson
- 2005 : Les Experts : Manhattan (CSI : NY) : Sarah Endecott
- 2005 : Urgences (ER) : Zoe Butler (saison 12, épisode 5,6)
- 2009 : American Dad ! : Tanqueray (voix)
- 2011 - 2017 : 2 Broke Girls : Max Black
- 2012 : Robot Chicken : Evie Ethel Garland / Gloria Baker / Shana 'Scarlett' O'Hara
- 2014 : The Newsroom : Blair
- 2015 - 2016 / 2018 : Drunk History : Kentucky Daisey / Sadie la chèvre / Gertrude Harding
- 2017 : Les Simpson (The Simpson) : Valerie
- 2017 - 2019 : Big Mouth : Leah Birch (voix)
- 2018 : Dallas & Robo : Dallas Moonshiner
- 2019 : Dollface : Jules
- 2021 : WandaVision : Darcy Lewis
- 2021 - 2023 : What If...? : Darcy Lewis (voix)

#### Téléfilms
- 2002 : La Patrouille fantôme (The Scream Team) de Stuart Gillard : Claire Carlyle
- 2003 : The Snobs de Pamela Fryman : Isabel
- 2004 : Sudbury de Bryan Spicer : Antonia Owens
- 2019 : How May We Hate You ? de Will Gluck : Ellie

## Nominations
- 2014 : People's Choice Awards : Meilleur duo ou groupe d'amis féminin préféré avec Beth Behrs pour 2 Broke Girls
- 2009 : MTV Movie Awards : Meilleure performance féminine pour Une nuit à New York
- 2009 : Teen Choice Awards : Meilleure actrice dans un film musical ou de danse pour Une nuit à New York
- 2008 : Satellite Awards : Meilleure actrice dans un film ou comédie musicale pour Une nuit à New York

## Voix françaises
En France, Kat Dennings est principalement doublée par Kelly Marot. Anne Dolan lui a également prêté sa voix à trois reprises.
En France
| - Kelly Marot dans : - Une nuit à New York - Thor - Thor : Le Monde des ténèbres - Friendsgiving - WandaVision (mini-série) - Marvel Studios : Rassemblement (documentaire) - What If...? (voix) - Thor: Love and Thunder - Anne Dolan dans (les séries télévisées) : - Two Broke Girls - Dollface - Famille en réparation | - Dorothée Pousséo dans : - Big Mamma 2 - Defendor - Marie Tirmont dans : - The Newsroom (série télévisée) - To Write Love on Her Arms Et aussi - Noémie Orphelin dans Un père peut en cacher un autre (en) (série TV) - Charlyne Pestel dans Urgences (série télévisée) - Jessica Monceau dans Down in the Valley - Alexandra Garijo dans Super blonde - Olivia Luccioni dans Charlie Bartlett - Alice Taurand dans Un dîner de folie |

Au Québec
- Stéfanie Dolan dans : 
  - Super Bunny[19]
  - Charlie Bartlett[20]

Et aussi
- Kim Jalabert dans Daydream Nation[21]
- Sarah-Jeanne Labrosse dans Thor[22]